# Даніель Суботич
Даніель Суботич (хорв. Danijel Subotić, 31 січня 1989, Загреб) — швейцарський футболіст боснійського походження, нападник азербайджанської «Габали». Має громадянство Швейцарії та Сербії.

## Клубна кар'єра
Народився 31 січня 1989 року в Югославії, СР Хорватії, етнічний боснієць.
Кар’єру розпочинав у швейцарському клубі «Базель», а вже 7 січня 2008 року у віці 18 років перспективний форвард був запрошений у англійський «Портсмут», з яким підписав контракт на три з половиною роки. Клуб Прем’єр-ліги шукав гравця, здатного замінити провідних нападників команди, які в той час грали на кубку Африки. Тренер «Портсмута», відомий фахівець Гаррі Реднап, відзначив, що Суботіч непогано себе зарекомендував тренуючись із основною командою, проте дебютувати у складі «помпі» Суботич так і не зміг.
Тому у другій половині 2008 році Суботич на правах оренди виступав за бельгійський клуб «Зюлте-Варегем», у складі якого провів 13 матчів та забив 1 гол, після чого грав на правах оренди за «Саутенд Юнайтед» та «Портсмут» в змаганнях резервістів (7 матчів, 2 голи). 
Влітку 2010 року форвард на правах вільного агента перейшов до італійського клубу «Гроссето», який виступав у Серії В. Проте і тут Даніель не зміг стати основним футболістом, виступаючи переважно за резервну команду, відзначившись 6 голами в 5 матчах.
Незадоволений відсутністю ігрової практики, молодий форвард у лютому 2011 року переїжджає до румунського клубу «Університатя» (Крайова). Там він нарешті став гравцем основи і зіграв в усіх 16 матчах другого кола чемпіонату та забив 5 м’ячів. Але влітку Суботіч знову був змушений шукати новий клуб так як 20 липня 2011 року клуб був тимчасово виключений з федерації футболу Румунії.
Форвард побував на перегляді спочатку у шотландському «Сент-Джонстоні», а потім у російській «Томі», однак через фінансові проблеми клубу до підписання контракту справа не дійшла. Тому Суботич повернувся до Румунії і уклав угоду із клубом «Тиргу-Муреш» , за який протягом наступного сезону провів 17 матчів та забив 3 голи. Проте це не допомогло клубу врятуватися від вильоту з елітного дивізіону, після чого Даніель покинув клуб.
5 липня 2012 року на правах вільного агента підписав трирічний контракт з луцькою «Волинню». У луцькому клубі провів весь наступний сезон, проте великою результативністю не відзначався, забивши у 23 матчах чемпіонату лише 4 голи і ще один гол у двох матчах Кубку України.
Влітку 2013 року став гравцем азербайджанської  «Габали». Протягом сезону 2014-2015 грав у кувейтському «Аль-Кадісія». 
20 липня 2015 року став гравцем молдовського «Шерифа». У своєму першому сезоні в новому клубі допоміг йому виграти першість Молдови, ставши найкращим бомбардиром чемпіонату з 12 забитими голами.

### Збірна
Виступав у складі юніорської збірної Швейцарії віком до 19 років на відборі до юнацького чемпіонату Європи 2008 року (6 матчів, без забитих голів).

## Титули і досягнення
- Володар Кубка Еміра Кувейту: 2014-15
- Володар Суперкубка Кувейту: 2014
- Володар Кубка АФК: 2014
- Чемпіон Молдови: 2015/16
- Володар Суперкубка Молдови: 2016
- Володар Кубка Південної Кореї: 2017
- Найкращий бомбардир чемпіонату Молдови: 2015/16 (12 голів)